# Daniela Meuli
Daniela Meuli (Davos, 6 de novembro de 1981) é uma snowboarder suíça. Meuli foi medalhista de ouro do slalom gigante paralelo nos Jogos Olímpicos de Inverno de 2006 em Turim.